# Greater Copenhagen
Greater Copenhagen-samarbejdet er et erhvervspolitisk partnerskab mellem kommuner og regioner i Øresundsregionen. Samarbejdet er formelt organiseret The Greater Copenhagen Committee. Komiteen er en medlemsorganisation for alle 46 østdanske og 39 sydsvenske kommuner i Region Skåne, Region Halland, Region Sjælland og Region Hovedstaden.
Medlemsorganisationerne er gået sammen om en fælles indsats for at stå stærkere i en intensiveret international konkurrence om investeringer og viden. Formålet er at fremme væksten og skabe flere job i den fælles region på tværs over Øresund, samt at lette de administrative og juridiske barrierer, der står i vejen for regionens grænsependlere.

## Samarbejdet tager udgangspunkt i 5 overordnede indsatsområder
Samarbejdet tager udgangspunkt i fem overordnede indsatsområder. Medlemsorganisationerne i Greater Copenhagen-samarbejdet skal;
- Understøtte den fælles markedsføring af ”Greater Copenhagen”.
- Arbejde for at skabe en stærk international infrastruktur.
- Understøtte tiltrækningen af investorer, turister, virksomheder og talenter.
- Arbejde for en integreret og bæredygtig vækstregion, herunder understøtte et sammenhængende arbejdsmarked og arbejde for at påvirke de lovgivninger og grænsehindringer, der vurderes at være barrierer for vækst.
- Etablere fælles strategiske erhvervsindsatser.

Samarbejdet er organiseret med en politisk bestyrelse, en administrativ styregruppe på direktør-niveau og en koordinationsgruppe på embedsmandsniveau.